# St. Marien (Breitungen)
Die evangelisch-lutherische Pfarrkirche St. Marien in Frauenbreitungen ist ein denkmalgeschütztes Kirchengebäude in Breitungen/Werra im Landkreis Schmalkalden-Meiningen, (Thüringen). Sie steht am historischen Marktplatz. Die Gemeinde gehört zum Kirchenkreis Bad Salzungen-Dermbach.

## Geschichte und Architektur
Eine erste Vorgängerkapelle ist für das 8. Jahrhundert belegt, sie wurde 939 als alt bezeichnet und wurde zur Mutterkirche der Mark Breitungen erweitert und ist der Heiligen Maria geweiht. Der romanische Unterbau des Turmes stammt aus der Zeit um 1220. Die dreischiffige Emporenhalle aus nachgotischer Zeit ist flach gedeckt und hat eine dreiseitige Doppelempore.
Sie wurde vermutlich im Bauernkrieg zerstört. In den Jahren 1606 bis 1625 fanden umfassende bauliche Veränderungen statt. Die Kirche wurde 1615 bis 1617 mit einem Taufbecken aus Sandstein, der Kanzel und 49 Ölgemälden mit Szenen aus dem alten und neuen Testament an der Empore ausgestattet. Der Turmaufbau wurde mit einem Holzfachwerk mit Schieferverkleidung 1687 erneuert. 1871 erhielt die Kirche ihre erste Orgel. 
Diese wurde 1966 durch eine neuere ersetzt. In den Jahren 2002 bis 2006 fanden weitere umfangreiche Restaurierungen statt.

## Ausstattung

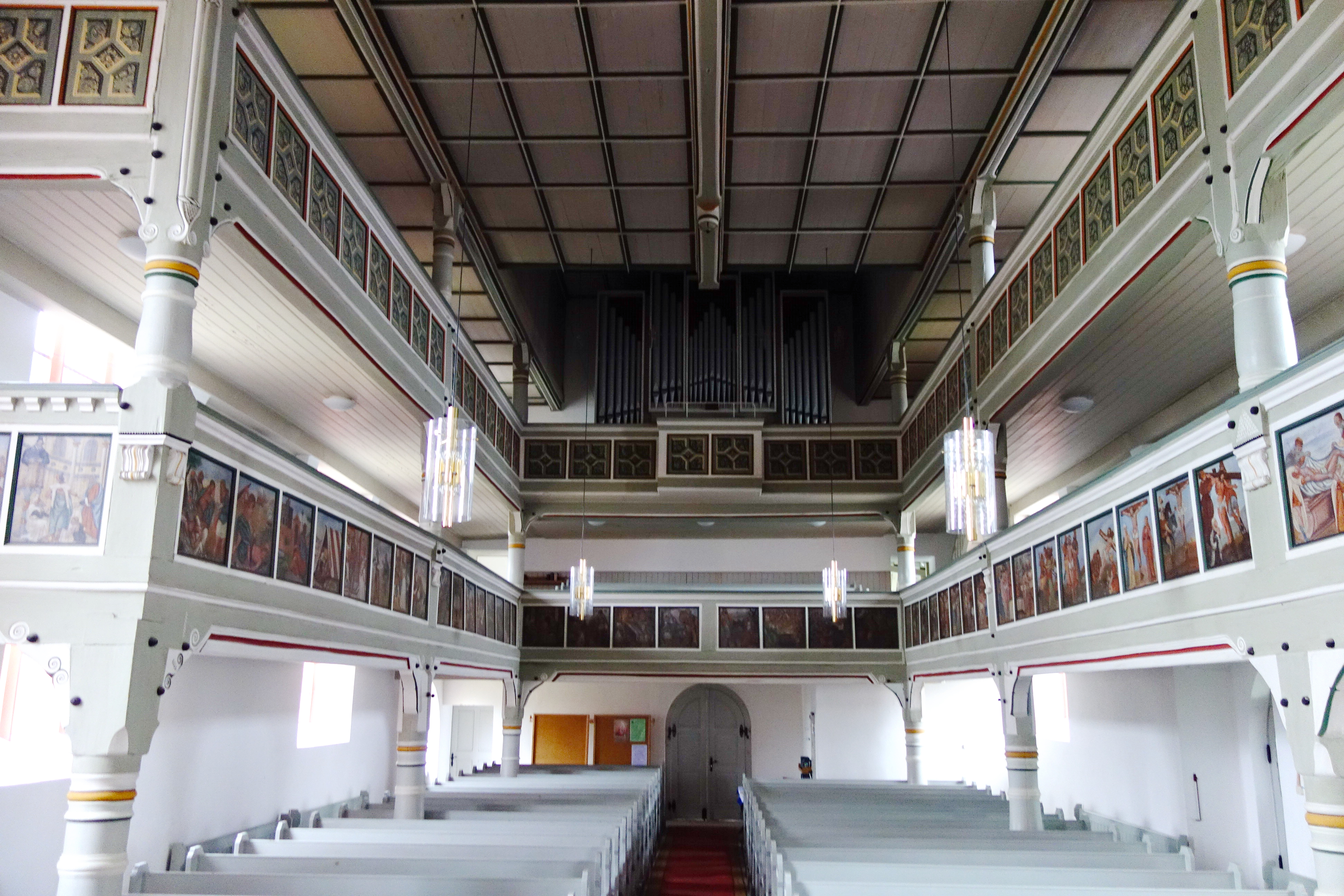
Blick zur Orgelempore

Die Kirche beherbergt Kunstwerke aus unterschiedlichen Jahrhunderten.
- Der Flügelaltar von 1518 gilt als kunstgeschichtlich bedeutend. Er zeigt Schnitzereien und Gemälde mit der Darstellung der kleinen Passion nach Albrecht Dürer. Vermutlich wurde er von einem fränkischen Meister angefertigt, wobei möglicherweise auch Hans Nußbaum in Frage kommt.[5]
- Der achteckige Taufstein aus Sandstein wurde im 17. Jahrhundert erstellt. Er ist mit acht Darstellungen von Engeln in wehenden Gewändern verziert.[6]
- Die siebeneckige Kanzel aus Holz wurde von 1615 bis 1616 gebaut. Dunkle Intarsien sind in helles Holz eingelegt.[7]
- An der Brüstung der unteren Empore sind 49 Ölgemälde mit Darstellungen aus dem Alten- und Neuen Testament angebracht. Sie wurden 1615 gemalt.[8]
- Epitaphien für Amtmänner und Pfarrer der Gemeinde werden auf dem Kirchhof und im Chorraum ausgestellt.[9]